# 龍族戰神
《龍族戰神》（英語：The Crow）是一部於1994年上映的美國超自然動作片，導演為亞歷士·普羅亞斯，大衛·史寇與約翰·薛利編劇。電影改編自詹姆斯·歐巴爾於1989年推出的同名漫畫。本片由李國豪主演，亦為其演藝生涯中的最後一部電影。
李國豪在拍攝期間意外身亡，而未完成的部分則以後製特效與替身補拍處理。《龍族戰神》是李國豪要獻給他的未婚妻麗莎·休頓。本片上映後獲得了極高的評價和票房，並在邪典電影中鞏固了重要地位。

## 劇情
故事敘述一位自己和未婚妻雪莉·韋伯斯特均遭歹徒殺害的搖滾樂手艾瑞克·卓雷文（李國豪飾），因神祕的烏鴉之力於死後復活，並打算向殺害自己與心愛之人的黑幫報復。

## 演員
- 李國豪 飾 艾瑞克·卓雷文／烏鴉
- 羅沙爾·戴維斯 飾 莎拉（Sarah）
- 厄尼·哈德森 飾 Sgt. Albrecht
- 麥可·溫考特 飾 Top Dollar
- 白靈 飾 Myca
- 蘇菲亞·辛納斯 飾 雪莉·韋伯斯特（Shelly Webster）
- 安娜·萊文 飾 Darla
- 大衛·帕特里克·凱利 飾 T鳥（T-Bird）
- 安傑爾·大衛 飾 賤胚（Skank）
- 勞倫斯·梅森 飾 丁丁（Tin-Tin）
- 麥可·麥斯 飾 Funboy
- 東尼·陶德 飾 Grange
- 喬恩·波利托 飾 Gideon
- 比爾·雷蒙德 飾 Mickey
- 馬可·羅德里格斯 飾 Torres

## 製作
主體拍攝於1993年2月1日開始，於威尔明顿進行製作。

## 家庭媒體
1994年，電影發布了VHS。2011年10月18日，《龍族戰神》發行了藍光光碟。其中高畫質愛好者網站的共識是其影音品質都非常優秀。

## 續集
- 《魔誡追緝令》（1996年）：為文森·培瑞茲主演。評價不如第一集。
- 《鴉魔戰士》（2000年）：為艾力·馬比烏斯主演。評價仍褒貶不一。
- 《龍族戰神：死神制裁》（2005年）：為愛德華·弗朗主演。評價最差的一部。

## 重啟版
電影從2008年開始就有傳出要重啟本系列的消息，經過許多導演和演員的調換，電影已於2022年拍攝完畢。
2013年5月4日，截止報導，路克·伊凡斯將飾演艾瑞克·卓雷文。伊凡斯透露，這部電影將盡可能會忠實於原作。2013年7月3日，原作者詹姆斯·歐巴爾擔任電影命名的創意顧問。2013年11月21日，據報導，諾曼·李杜斯將飾演詹姆斯，而克莉絲汀·史都華則可能會詮釋雪莉，但後來證實她並不會飾演此角。據透露，路克·伊凡斯似乎不會參與演出。2015年2月25日，據報導，傑克·休斯頓將主演電影。本電影預計於2015年春季開始製作。然而，2015年6月時，休斯頓離開劇組。
後來，電影處於停產狀態一段時間。2016年8月，據報導，傑森·摩莫亞有望擔任主演。2016年9月6日，宣布電影預計於2017年1月開拍，但後來陷入停擺。直到2018年3月2日，索尼才宣布該片排定於2019年10月11日在美國上映，由摩莫亞主演、柯林·哈迪執導。2018年5月底，摩莫亞及哈迪皆退出該片的製作，期後重拍的《龍族戰神》由「捍衛任務 4 」的反派比爾斯柯斯卡Bill Istvan Günther Skarsgård)擔任男主角。

## 備註
1. ↑  根據導演于仁泰於2018年3月在澳洲接受採訪時說，李國豪是因該片劇組人員沒有洗到道具槍，導致含有木碎雜質的道具槍射進他的肚子裏，拍完之後他以為肚子覺得痛就給藥吃，結果最後內出血過多而亡。

## 外部連結
- 官方网站
- Box Office Mojo上《The Crow》的資料（英文）
- AllMovie上《The Crow》的资料（英文）
- 互联网电影数据库（IMDb）上《The Crow》的资料（英文）
- 爛番茄上《The Crow》的資料（英文）
- The Crow (album) at MusicBrainz
- The Crow (score) at MusicBrainz